# Crenuchidae

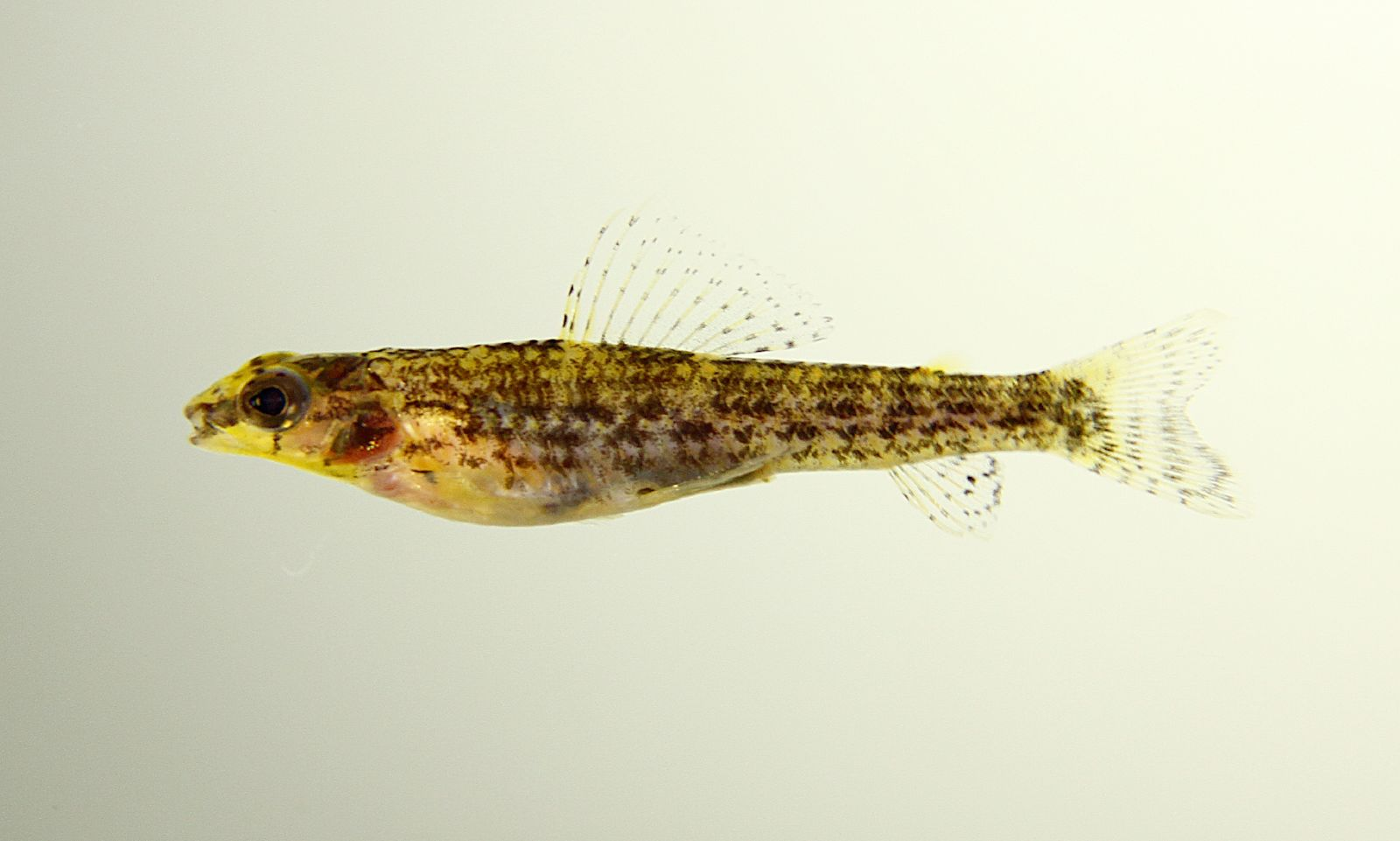
Melanocharacidium sp.

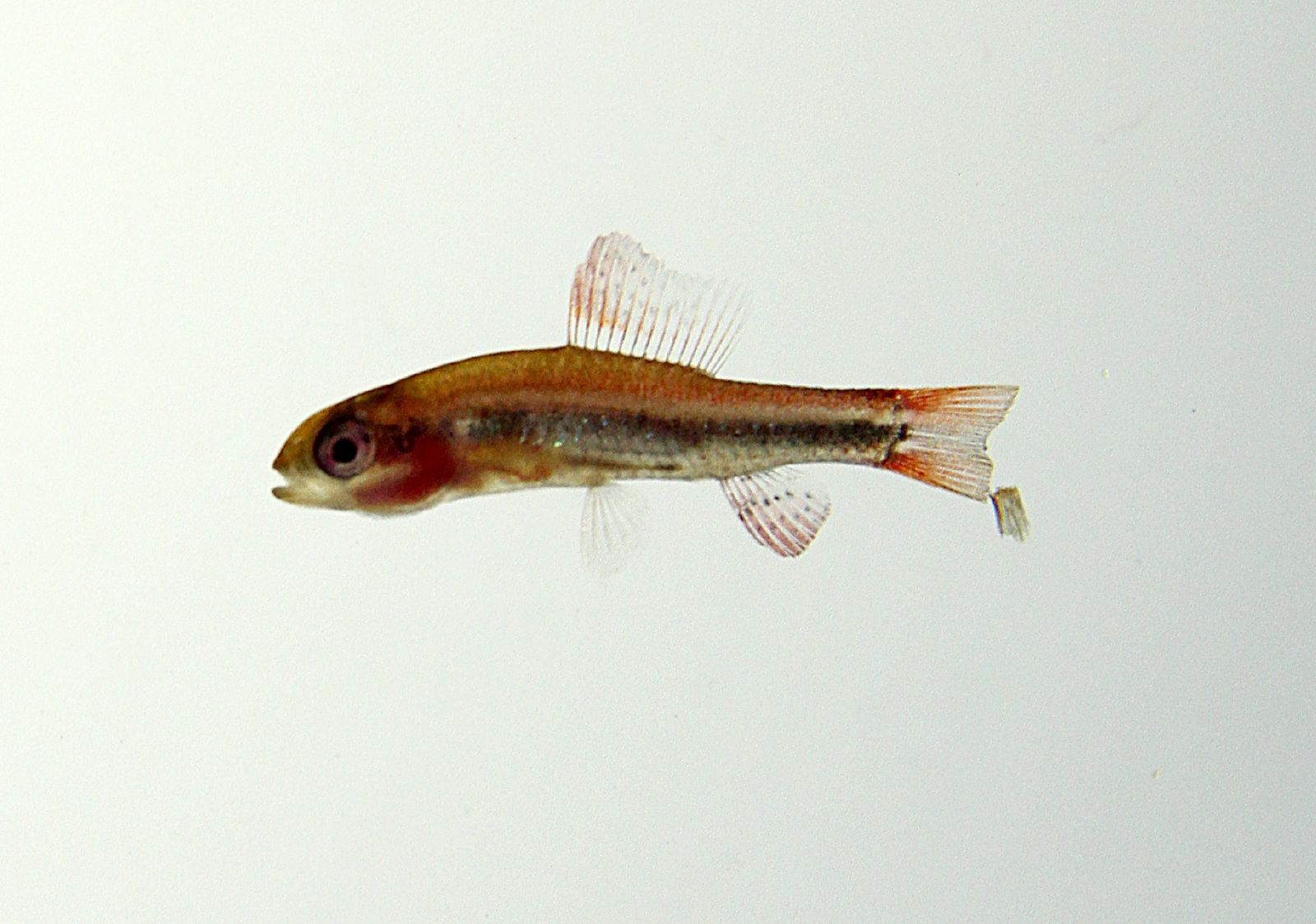
Poeciliocharax weitzmani

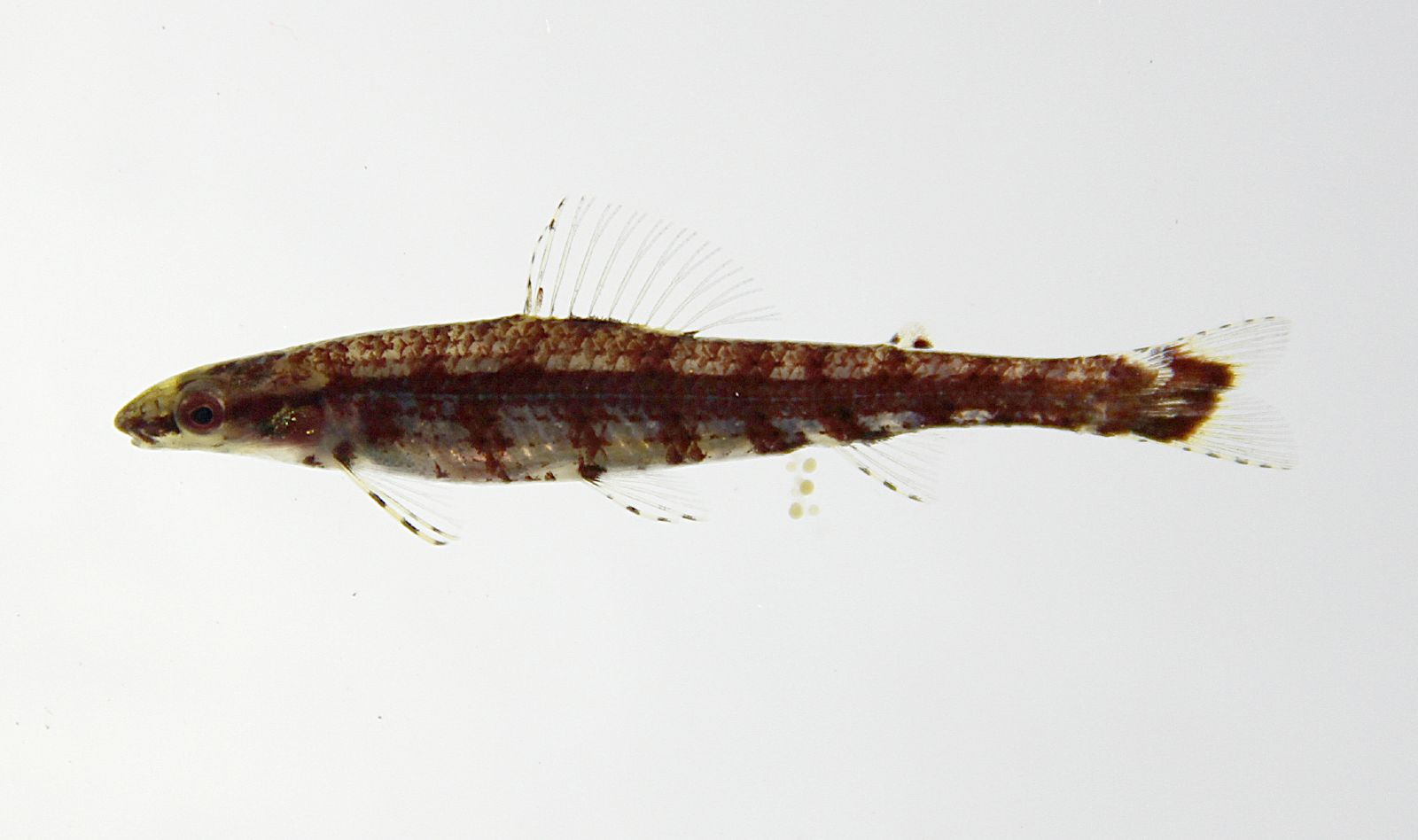
Ammocryptocharax sp.

I Crenuchidae sono una famiglia di pesci ossei d'acqua dolce appartenenti all'ordine Characiformes.

## Distribuzione e habitat
Questa famiglia è endemica delle zone tropicali dell'America meridionale e di una piccola parte di quella centrale (Panama orientale).

## Descrizione
Sono pesci molto simili ai Characidae, in passato erano compresi in questa famiglia. Molte specie hanno corpo molto allungato tanto da apparire simili a ghiozzi.
Sono animali molto piccoli, nessuna specie raggiunge infatti i 10 cm.

## Biologia
Sostanzialmente ignota.

## Acquariofilia
Alcune specie vengono allevate in acquario.

## Specie
- Genere Ammocryptocharax
  - Ammocryptocharax elegans
  - Ammocryptocharax lateralis
  - Ammocryptocharax minutus
  - Ammocryptocharax vintonae
- Genere Characidium
  - Characidium alipioi
  - Characidium bahiense
  - Characidium bimaculatum
  - Characidium boavistae
  - Characidium boehlkei
  - Characidium bolivianum
  - Characidium borellii
  - Characidium brevirostre
  - Characidium caucanum
  - Characidium chupa
  - Characidium crandellii
  - Characidium declivirostre
  - Characidium etheostoma
  - Characidium etzeli
  - Characidium fasciatum
  - Characidium gomesi
  - Characidium grajahuensis
  - Characidium hasemani
  - Characidium heinianum
  - Characidium heirmostigmata
  - Characidium interruptum
  - Characidium japuhybense
  - Characidium lagosantense
  - Characidium lanei
  - Characidium laterale
  - Characidium lauroi
  - Characidium longum
  - Characidium macrolepidotum
  - Characidium marshi
  - Characidium nupelia
  - Characidium occidentale
  - Characidium oiticicai
  - Characidium orientale
  - Characidium pellucidum
  - Characidium phoxocephalum
  - Characidium pteroides
  - Characidium pterostictum
  - Characidium purpuratum
  - Characidium rachovii
  - Characidium roesseli
  - Characidium sanctjohanni
  - Characidium schindleri
  - Characidium schubarti
  - Characidium serrano
  - Characidium steindachneri
  - Characidium stigmosum
  - Characidium tenue
  - Characidium timbuiense
  - Characidium vestigipinne
  - Characidium vidali
  - Characidium xanthopterum
  - Characidium xavante
  - Characidium zebra
- Genere Crenuchus
  - Crenuchus spilurus
- Genere Elachocharax
  - Elachocharax geryi
  - Elachocharax junki
  - Elachocharax mitopterus
  - Elachocharax pulcher
- Genere Geryichthys
  - Geryichthys sterbai
- Genere Klausewitzia
  - Klausewitzia ritae
- Genere Leptocharacidium
  - Leptocharacidium omospilus
- Genere Melanocharacidium
  - Melanocharacidium auroradiatum
  - Melanocharacidium blennioides
  - Melanocharacidium compressus
  - Melanocharacidium depressum
  - Melanocharacidium dispilomma
  - Melanocharacidium melanopteron
  - Melanocharacidium nigrum
  - Melanocharacidium pectorale
  - Melanocharacidium rex
- Genere Microcharacidium
  - Microcharacidium eleotrioides
  - Microcharacidium geryi
  - Microcharacidium gnomus
  - Microcharacidium weitzmani
- Genere Odontocharacidium
  - Odontocharacidium aphanes
- Genere Poecilocharax
  - Poecilocharax bovalii
  - Poecilocharax weitzmani
- Genere Skiotocharax
  - Skiotocharax meizon